# Костас Кацуранис
Костас Кацуранис (грч. Κώστας Κατσουράνης; Патрас, 21. јун 1979) бивши је грчки фудбалер. Играо је на позицији везног играча. Био је члан репрезентације Грчке која је освојила Европско првенство 2004. године.
Кацуранис је одиграо 116 утакмица у дресу са државним грбом и налази се на трећем месту по броју наступа иза Карагуниса и Загоракиса.

## Трофеји
Панатинаикос
- Куп Грчке: 2010.

Грчка
- Европско првенство: 2004.